# 半田信用金庫

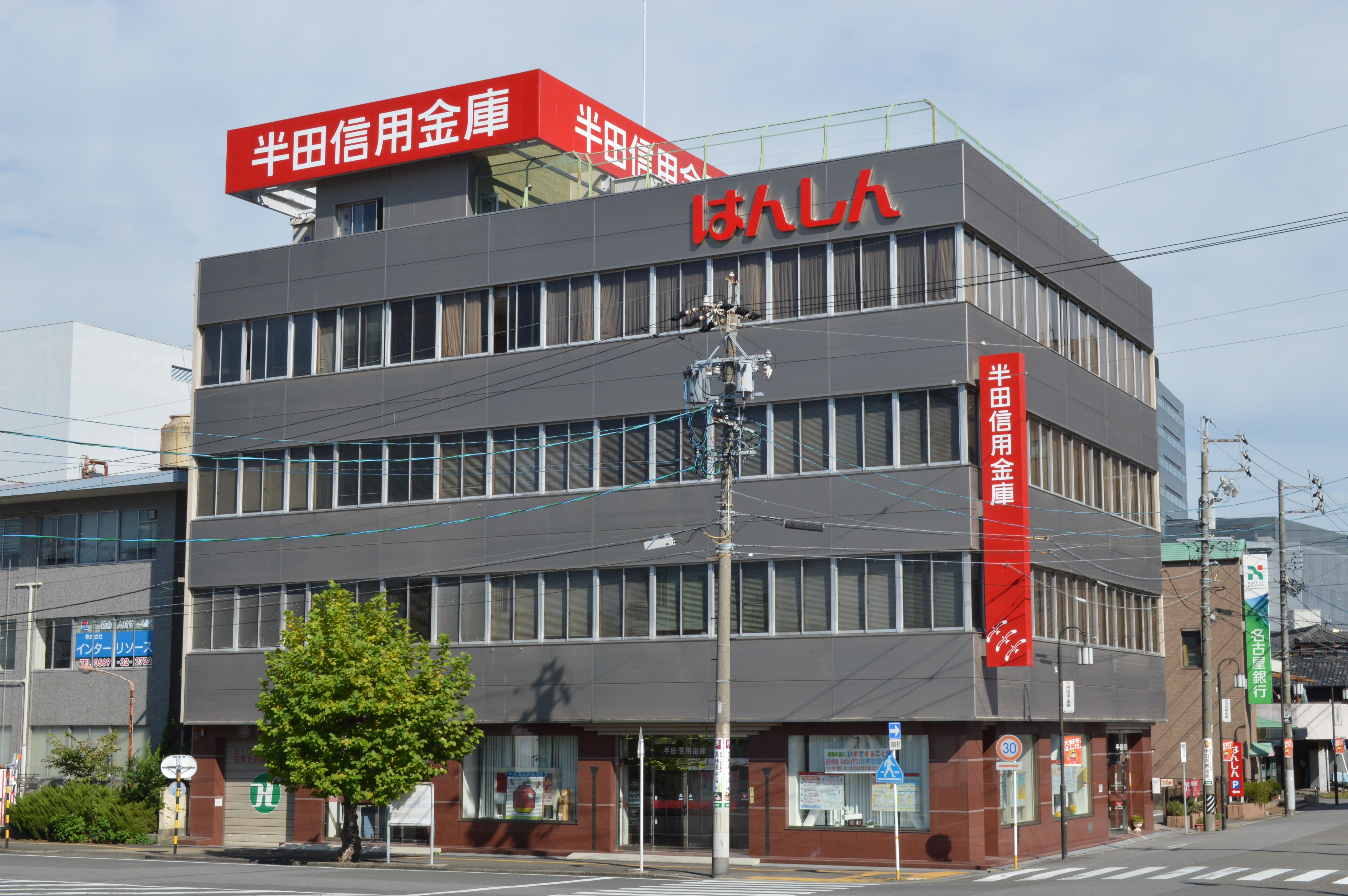
半田信用金庫本店

半田信用金庫（はんだしんようきんこ）は、愛知県半田市に本店を置く信用金庫。通称は「はんしん」。
同じ愛知県半田市に本店を置く信用金庫として知多信用金庫がある。

## 沿革
- 1931年（昭和6年）5月 - 有限責任半田商工信用組合として設立。
- 1943年（昭和18年）9月 - 市街地信用組合に転換、半田商工信用組合に改組。
- 1950年（昭和25年）4月 - 信用協同組合に転換・改組。
- 1951年（昭和26年）10月 - 信用金庫に転換、半田信用金庫に改組。
- 2014年（令和6年）1月22日 - この日から磁気の影響を受けにくい新しい通帳（Hi-Co通帳）を取扱開始した(Hi-Co通帳に対応していない信用金庫ATMではHi-Co通帳は使えない。)[1]。

## 店舗
- 20店舗（本店：17、支店：2、サービスプラザ）

## 営業地域
店舗設置地区は太字で表記
半田市・大府市・東海市・知多市・常滑市・豊明市・碧南市・高浜市・刈谷市・名古屋市（南区・緑区・港区・熱田区・瑞穂区・天白区・昭和区・中区・千種区・中川区、知多郡東浦町・阿久比町・武豊町・美浜町・南知多町